# César Vaccia
César Pablo Vaccia Izami (* 10. Dezember 1952 in San Antonio) ist ein ehemaliger chilenischer Fußballspieler, der nach seiner aktiven Laufbahn als Trainer tätig war. 

## Karriere

### Spieler
César Vaccia spielte für San Antonio Unido und Audax Italiano.

### Trainer
Als Trainer begann César Vaccia bei San Antonio Unido. Größte Erfolge erzielte der Trainer bei Universidad de Chile, mit denen er die Meisterschaft 1999 sowie 2000 das Double aus Meisterschaft und Pokalsieg gewann. 2002 trainierte Vaccia für ein Spiel die Nationalmannschaft. Danach betreute er in die U-17 Chiles.

## Erfolge
Universidad de Chile
- Chilenischer Meister: 1999, 2000
- Chilenischer Pokalsieger: 2000